# Пастухув
Пастухув (пол. Pastuchów, нім. Puschkau) — село в Польщі, у гміні Явожина-Шльонська Свідницького повіту Нижньосілезького воєводства.
Населення — 1048 осіб (2011).
У 1975-1998 роках село належало до Валбжиського воєводства.

## Демографія
Демографічна структура станом на 31 березня 2011 року:
|          | Загалом | Допрацездатний вік | Працездатний вік | Постпрацездатний вік |
| -------- | ------- | ------------------ | ---------------- | -------------------- |
| Чоловіки | 515     | 116                | 371              | 28                   |
| Жінки    | 533     | 105                | 317              | 111                  |
| Разом    | 1048    | 221                | 688              | 139                  |